# 烏赫利日斯克亞諾維采

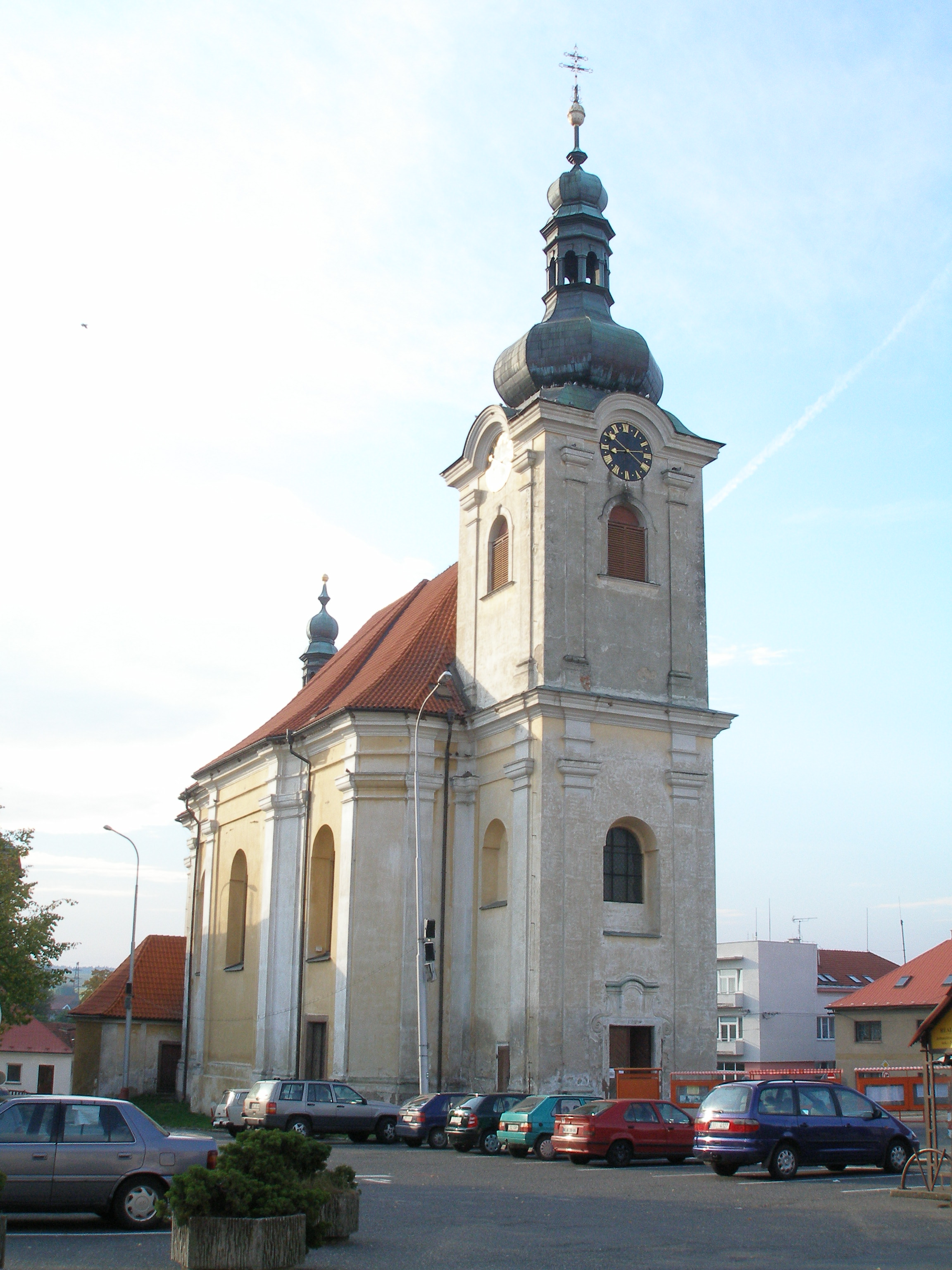

烏赫利日凱亞諾維采是捷克的城鎮，位於該國中部，距離庫特納霍拉17公里，由中波希米亞州負責管轄，面積25.43平方公里，海拔高度423米，2006年人口3,076。